# ネッタ・バルジライ
ネッタ・バルジライ（Netta Barzilai、ヘブライ語: נטע ברזילי‎、
1993年1月22日 - ）は、モノニムでネッタとしても知られるイスラエルの歌手、レコーディング・アーティスト、ループ・アーティストで、イスラエルのテレビ番組『HaKokhav HaBa (הַכּוֹכָב הַבָּא)』の第5シーズンの優勝者。この優勝によって、イスラエル代表として2018年の第63回ユーロビジョン・ソング・コンテストに出場する権利を獲得した。2018年5月12日、彼女はポルトガルのリスボンで開催されたコンテストで「Toy」を歌って優勝し、イスラエルにとって、1978年、1979年、1998年に続く4度目の優勝をもたらした。

## 生い立ち
ネッタ・バルジライは、1993年1月22日にイスラエルのホド・ハシャロンに生まれた。父親がソレル・ボネによる建設プロジェクトに関わっていた関係で、子どもの頃に4年間ナイジェリアに住んでいたことがあった。バルジライは、ホド・ハシャロンのハダリム高等学校 (Hadarim High School) に学び、イスラエルの青年運動であるハー＝ノアル・ハー＝オーヴェード・ウェハーロメドの役員も務めた。イスラエル国防軍の徴兵制度による兵役に就く前に、準軍事組織のナハルで1年間の志願兵役 (Service Year) を経験した。彼女は、兵役義務をイスラエル海軍の軍楽隊で全うした。その後、彼女は、リモン・ジャズ現代音楽学校で電子音楽を学んだ。

## 経歴
2017年9月、バルジライは、ユーロビジョン・ソング・コンテストに出場するイスラエル代表の座を競うテレビ番組『HaKokhav HaBa』の第5シーズンのオーディションを受け、リアーナの「ルード・ボーイ (Rude Boy)」を歌った。82% の視聴者投票の支持を得た彼女は、第二段階に進出し、デヴィッド・ゲッタの「ヘイ・ママ (Hey Mama)」を歌った。2018年2月には、スパイス・ガールズの「ワナビー (Wannabe)」を歌い、リッキー・ベン・アリ (Ricky Ben Ari) との1対1の対決に敗れたものの、審査員たちのチョイスで次のステージに進出した。
バルジライがこのコンペティションで歌った最後の曲は、PSYの「江南スタイル (Gangnam Style)」とケシャの「ティック・トック (Tik Tok)」のマッシュアップであった。審判員たちと聴衆から210点を獲得したバルジライは、第1位となり、ユーロビジョン・ソング・コンテストのイスラエル代表権を得た。

### ユーロビジョン・ソング・コンテスト 2018

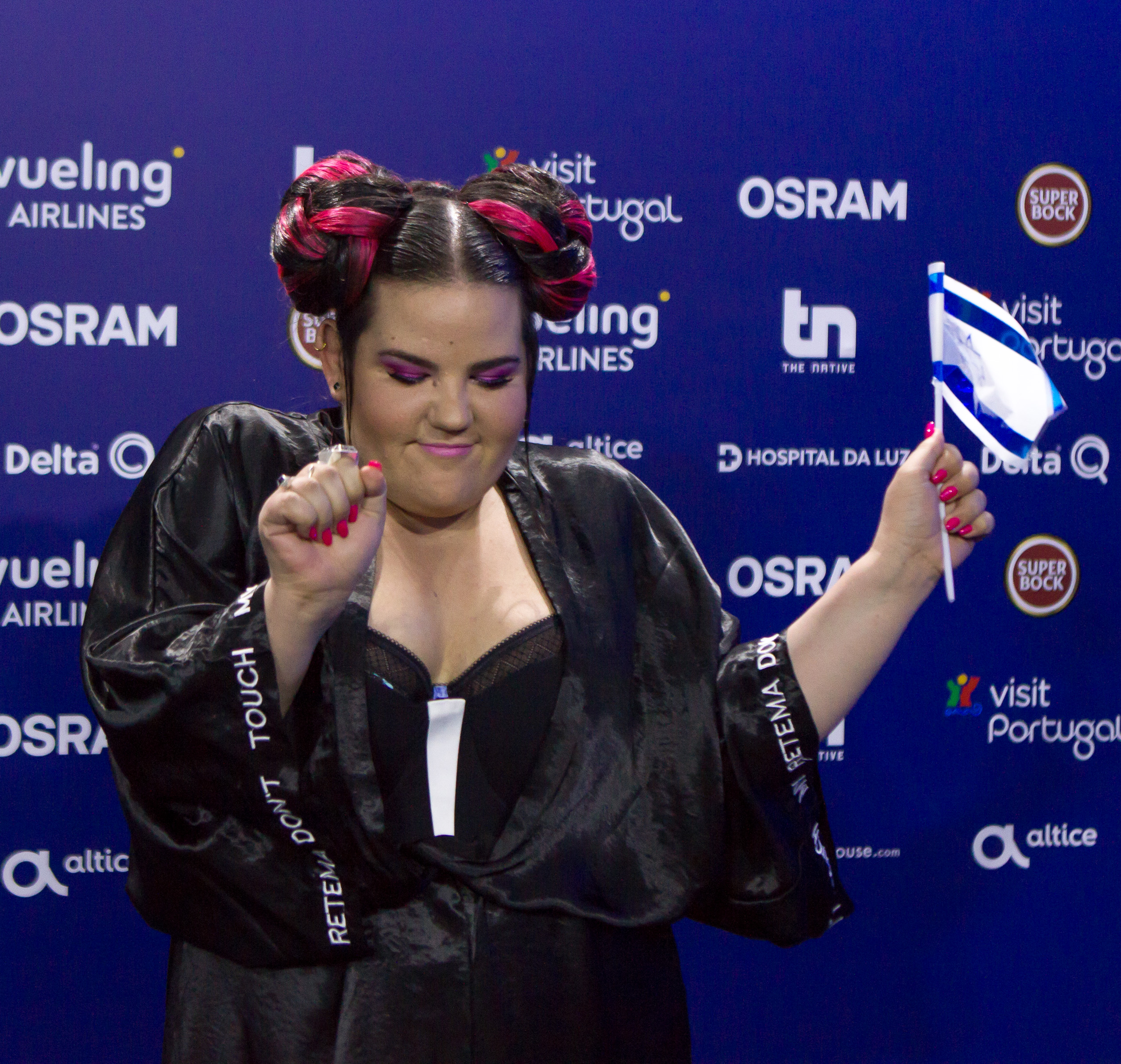
本選進出を決めた後の記者会見におけるバルジライ。

2018年2月25日、ユーロビジョンでバルジライが歌うのが「Toy」という曲で、一部にヘブライ語の語句を含むものの英語で歌われることが明らかにされた。この曲を作詞作曲したのは、ドロン・メダリーとスタフ・ベガー (Stav Beger) であった。
この曲は2018年3月11日にリリースされ、ミュージック・ビデオはユーロビジョンが始まるまでの2か月に2000万回以上閲覧された。2018年4月14日、バルジライはこの曲を、アムステルダムで開催されたユーロビジョン最大のプロモーション・イベントである「Eurovision in Concert」で披露した。その4日後、バルジライは「Hora Heachzut」をイスラエル建国70周年を祝うトーチ・ライティング・セレモニーで歌った。
2018年5月8日、バルジライはユーロビジョン・ソング・コンテストの最初の準決勝に参加し、283点を獲得して準決勝を勝ち上がり、5月12日の決勝への出場権を得た。決勝では、彼女はテレビ視聴者の投票で第1位、国際的構成の審査員団の投票で第3位となって、合計529点を獲得して優勝した。

### ユーロビジョン・ソング・コンテスト 2019
2019年5月14日、イスラエルのテルアビブで行われた1stセミファイナルのオープニングにて、昨年優勝を飾った「Toy」のRemixを披露した。巨大な招き猫から登場。衣装も新しいデザインとなり、昨年身に付けていた着物をモチーフとした衣装は8名の女性ダンサーが着用、6名の男性ダンサーは着物の帯の赤と黒を基調とした衣装でハイヒール履いて登場。圧倒的な歌唱力と圧巻のパフォーマンスで会場を沸かせた。
2019年5月19日、グランドファイナルにて、新曲「Nana Banana」を披露。2007年ウクライナ代表のヴェールカ・セルヂューチュカがゲストで出演し、「Toy」をヴェールカ風味たっぷりに歌い上げ、会場が大いに盛り上がった。

## ディスコグラフィ

### シングル
| 曲名           | 年   | 最高位 | 最高位   | 最高位 | 最高位 | 最高位 | 最高位 | 最高位 | 最高位 | 最高位 | 最高位 | 最高位   | アルバム |
| 曲名           | 年   | ISR    | BEL (FL) | FRA    | IRE    | NLD    | NOR    | SPA    | SWE    | SWI    | UK     | US Dance | アルバム |
| -------------- | ---- | ------ | -------- | ------ | ------ | ------ | ------ | ------ | ------ | ------ | ------ | -------- | -------- |
| "Toy"          | 2018 | 1      | 29       | 16     | 63     | 60     | 19     | 16     | 5      | 34     | 49     | 1        | 未収録   |
| "Bassa Sababa" | 2019 |        |          |        |        |        |        |        |        |        |        |          | 未収録   |
| "Nana Banana"  | 2019 |        |          |        |        |        |        |        |        |        |        |          | 未収録   |
| "Ricki Lake"   | 2020 |        |          |        |        |        |        |        |        |        |        |          | 未収録   |